# دساگوادرو
رود دساگوادرو (به اسپانیایی: Deseguadero) نام عمومی رودی به طول ۱۵۱۵ کیلومتر است که در غرب آرژانتین جریان دارد. این رود در مسیر خود، نام‌های مختلفی به خود می‌گیرد.
حوضه آبریز دساگوادرو بر روی گسل واقع شده‌است که مساحتی در حدود ۲۶۰۰۰۰ کیلومتر مربع را در بر می‌گیرد. مبدأ این رود، چشمه‌ای در ارتفاعات آند (۵۵۰۰ متر)، در دامنه جنوبی کوه سررو بونته، در شمال استان لا ریوخا و در نزدیکی مرز با استان کاتامارکا می‌باشد. رود در لاریوخا با نام‌های «ریو دئورو»، «ریو بونته» و هاگه (خاگه) شناخته می‌شود. برمه خو و وینچینا دیگر نام‌های آن می‌باشند. اغلب شاخه‌های اصلی این رود از ارتفاعات آند سرچشمه می‌گیرند.
ابتدا رود به سمت جنوب شرق جریان می‌یابد، وارد ایالت سان خوان می‌شود و با رودهای سان خوان و هاچال پیوند می‌یابد. با جریانی به سوی مناطق کم عمق استان‌های مندوسا و سان لوئیس، مرداب گواناکاچه را پدیدمی‌آورد. پس از خروج از نواحی مردابی، با نام دساگوادرو و مرز طبیعی دو استان مندوسا و استان سان لوئیس شناخته می‌شود. با ورود به مندوسا، شاخه‌های تونویان، دیامانته و گوانداکل به آن می‌پیوندند. پس از ورود به استان لا پامپا رود آتوئل نیز به آن الحاق می‌یابد. در نواحی مرطوب و مردابی لاپامپاس نام چادیلئو (در زبان ماپوچه: رود شور) به خود می‌گیرد. پس از آن نیز زیر نام کوراکو به رود کلرادو می‌پیوندد.